# Olivier François
Olivier François, né le 4 octobre 1961 est un dirigeant d'entreprise français. Il est l'actuel directeur marketing de Stellantis et dirigeant de Fiat Automobiles, Abarth et DS Automobiles, filiales de Stellantis. En raison de l'attention qu'il porte à la créativité, il a été qualifié de « Don Draper de Chrysler ». En 2024, Olivier François a été intronisé au Hall of Fame de l'American Advertising Federation. 

## Jeunesse et vie privée
Né à Paris, Olivier François est diplômé en 1984 de l'Université Paris-Dauphine en gestion et marketing, diplômé du CELSA - Sorbonne Université (1986) et en économie et finance de Sciences Po (1988). Avant de commencer sa carrière dans l'industrie automobile, il a poursuivi sa passion pour la musique et a créé son propre label de musique en France, puis a exploité sa nature entrepreneuriale en travaillant dans le secteur de l'exportation. Cette passion pour la musique, ainsi que pour la poésie et la photographie, accompagne Olivier François dans sa carrière encore aujourd'hui, comme en témoignent les publicités et les projets spéciaux dans lesquels sont impliqués Jennifer Lopez, le rappeur Eminem, Shaggy et Sting, entre autres.

## Vie professionnelle

### Citroën
Il est entré dans le secteur automobile en 1990, lorsqu'il a été engagé par Citroën, gravissant rapidement les échelons au sein de l'entreprise. En 1999, la société lui a demandé de partir au Danemark, où il a été directeur général de Citroen Denmark A/S. En 2001, il a été nommé directeur général de Citroën Italie.

### Lancia
Après 4 ans à la tête de Citroën en Italie, désireux de relever un nouveau défi[passage promotionnel], Olivier François a été contacté par Sergio Marchionne, alors PDG de Fiat Group Automobiles, pour devenir PDG de Lancia Automobiles.

### Chrysler
En octobre 2009, après que le groupe Fiat ait reçu une participation de 20 % dans Chrysler Group LLC, Olivier François a été nommé président et directeur général de la marque Chrysler. Il a également été le principal responsable du marketing du groupe Chrysler, chargé des stratégies de marketing, du développement des marques et de la publicité pour le groupe Chrysler (Jeep, Dodge, Chrysler et RAM Trucks), ainsi que pour les marques automobiles du groupe Fiat (Fiat, Alfa Romeo, Maserati, Abarth, Lancia).

### FCA
En 2011, il a été nommé directeur du marketing du groupe FCA et responsable de la marque Fiat, tout en devenant membre du conseil exécutif du groupe. Il est également membre du conseil exécutif du groupe Fiat Chrysler Automobiles, fonctions qu'il occupe depuis septembre 2011. Pour l'attention qu'il porte à la créativité, il a été surnommé le "Don Draper de Chrysler"[passage promotionnel].

### Stellantis
Il conserve sa fonction à la tête de Fiat au sein du groupe Stellantis et devient également directeur général de DS Automobiles en juillet 2023.

## Récompenses
- 2012 Automotive News “Automotive marketer of the year”[7]
- 2015 Forbes #4 “most influential CMO”[8]
- 2017 Mediapost/Nielsen's “Automotive CMO of the year”[9]